# Verzenay
Verzenay ist eine französische Gemeinde mit 999 Einwohnern (Stand: 1. Januar 2022) im Département Marne in der Region Grand Est. Sie gehört zum Arrondissement Reims und zum Kanton Mourmelon-Vesle et Monts de Champagne. Die Einwohner werden Bouquins genannt.

## Geographie
Verzenay liegt etwa 14 Kilometer südöstlich von Reims am Nordostrand der Montagne de Reims. Durch das Gemeindegebiet fließt die Vesle, begleitet vom Marne-Rhein-Kanal, der die Gemeinde im Nordosten begrenzt. Umgeben wird Verzenay von den Nachbargemeinden Sillery im Norden, Prunay im Nordosten, Beaumont-sur-Vesle im Osten und Nordosten, Verzy  im Osten und Nordosten, Val de Livre im Süden sowie Mailly-Champagne im Westen und Südwesten.

## Bevölkerungsentwicklung
| Jahr                       | 1962 | 1968 | 1975 | 1982 | 1990 | 1999 | 2006 | 2018 |
| Einwohner                  | 1348 | 1350 | 1253 | 1175 | 1057 | 1094 | 1076 | 1049 |
| Quellen: Cassini und INSEE |      |      |      |      |      |      |      |      |

## Sehenswürdigkeiten

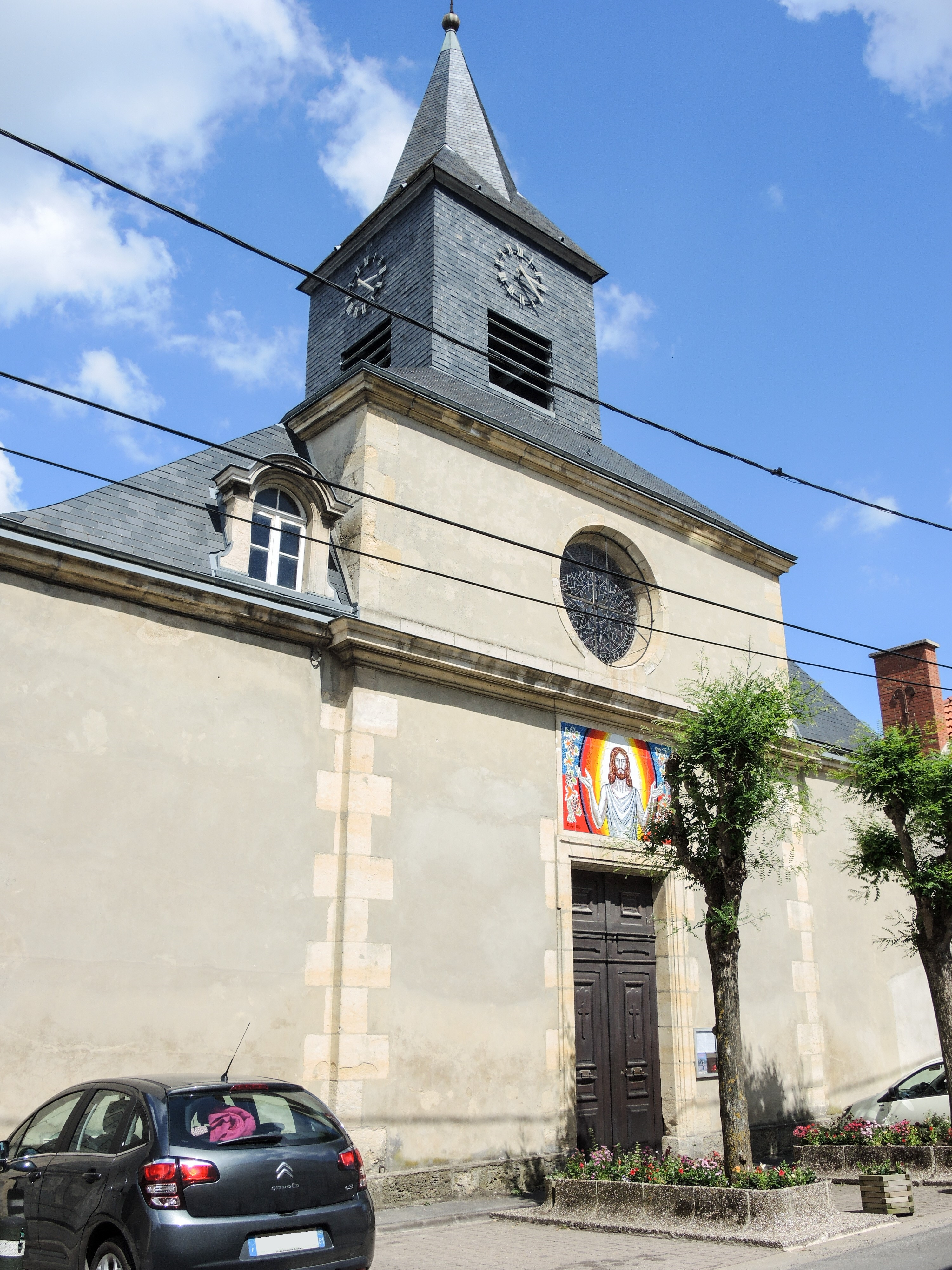
Kirche Saint-Pierre
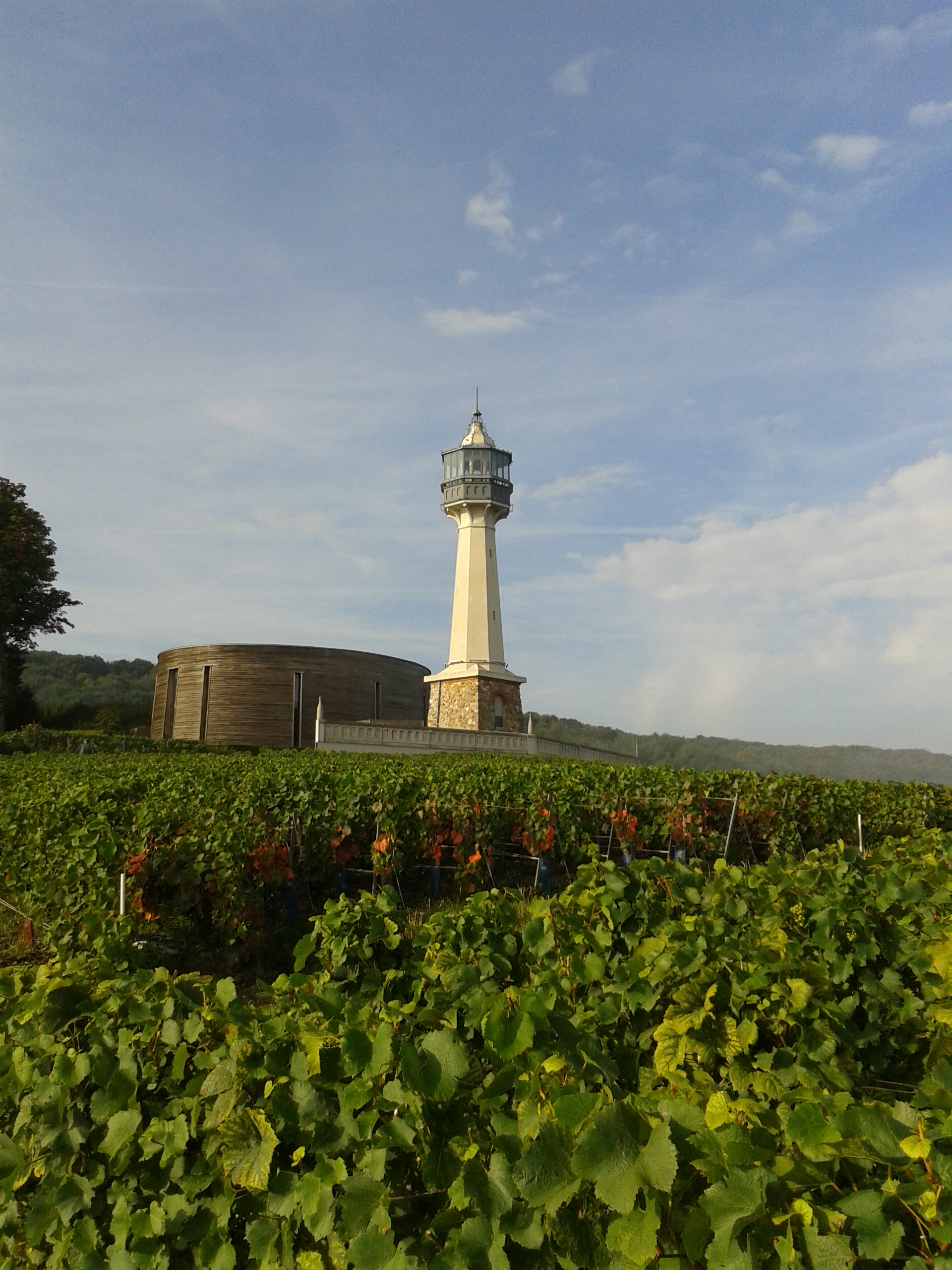
Leuchtturm
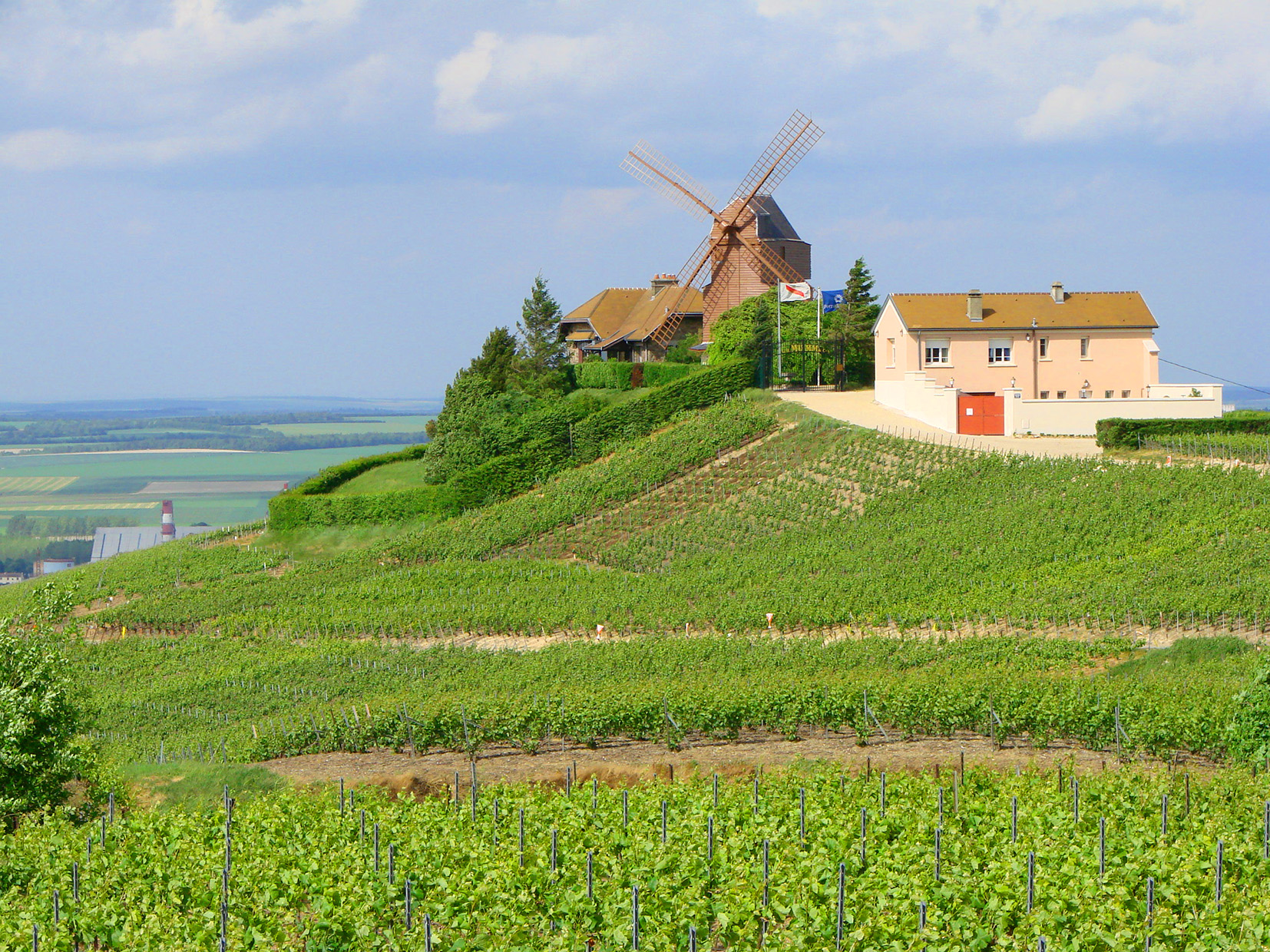
Windmühle
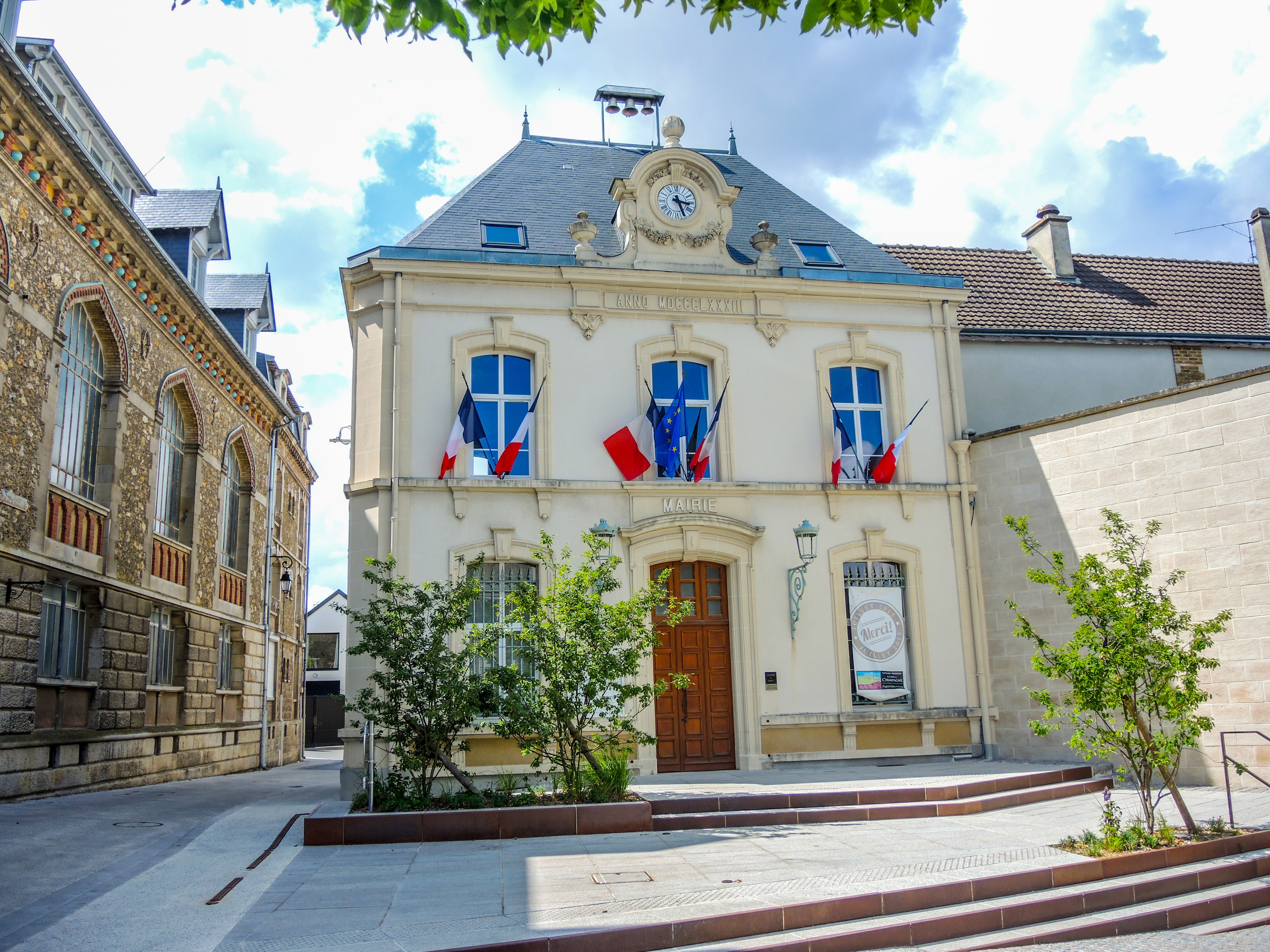
Mairie Verzenay

- Windmühle aus dem Jahr 1818

- Kirche Saint-Pierre
- Leuchtturm
- Windmühle
- Mairie Verzenay

## Partnergemeinde
Partnergemeinde von Verzenay ist die belgische Gemeinde Berloz in Wallonien.